# Ботанічний сад Тартуського університету

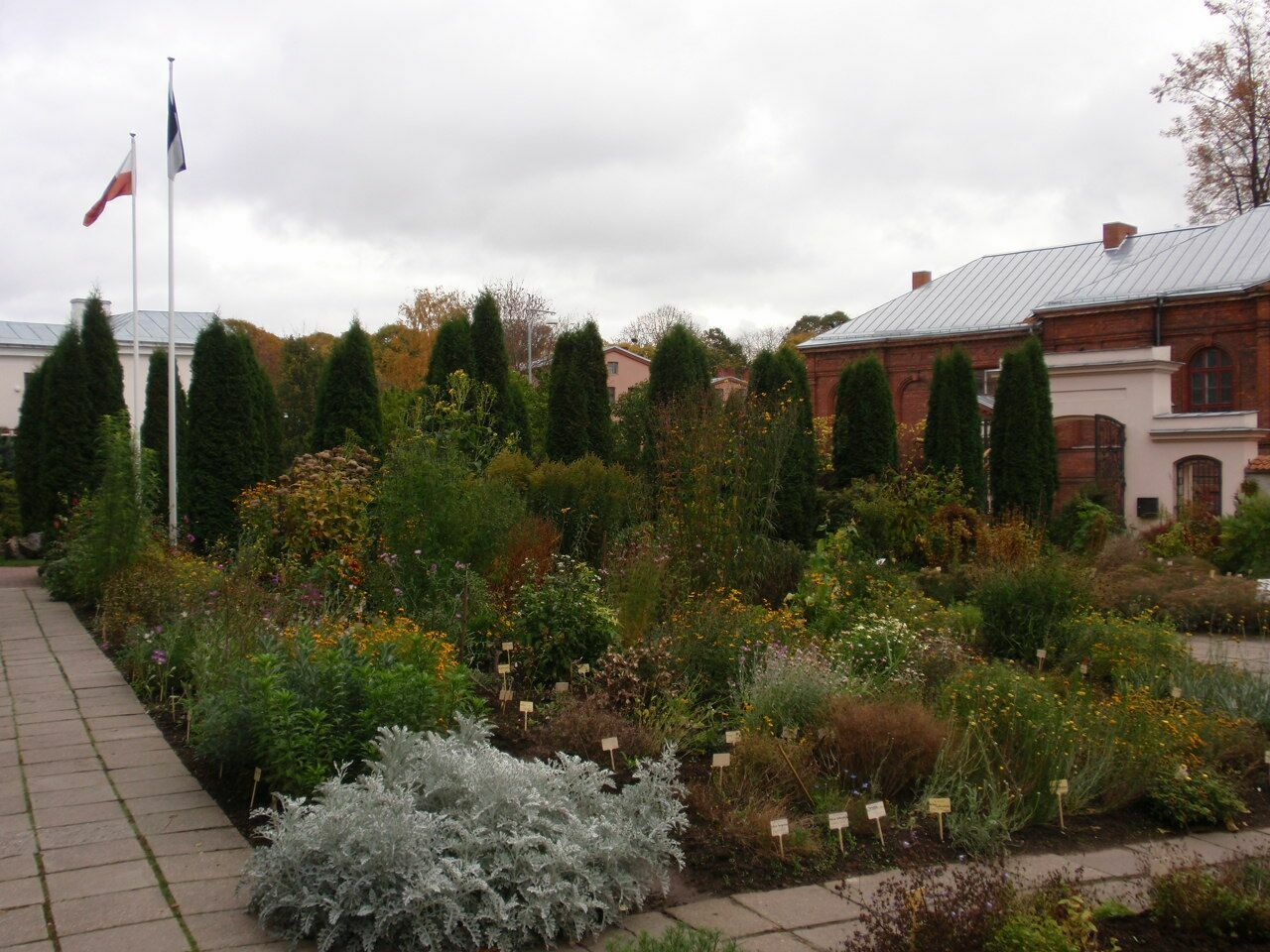
Куточок ботанічного саду

Ботанічний сад Тартуського університету (ест. Tartu Ülikooli Botaanikaaed) — ботанічний сад у місті Тарту (Естонія). Заснований 1803 року. Перша назва (від 1803 до 1893 року) — ботанічний сад Дерптського університету, від 1893 до 1918 року — ботанічний сад Юрьївського університету, від 1919 року — нинішня назва.
Ботанічний сад є членом Міжнародної ради ботанічних садів з охорони рослин (BGCI) і має код TU.

## Історія
Ботанічний сад заснований 1803 року недалеко від того місця, де була стара будівля театру «Ванемуйне».
1806 року сад перенесений на більш підходяще місце — між зруйнованих стін стародавньої фортеці міста, недалеко від річки Емайигі і водно-болотних угідь.
Першим директором саду був професор Готфрід Альберт Германн, а першим головним садівником — Йоганн Антон Вейнманн, який і розробив генеральний план саду.
У 1811 році директором саду призначений професор Карл Фрідріх фон Ледебур. Під його енергійним керівництвом садові колекції поповнилися новими видами, привезеними з Сибіру, Алтайських гір та інших районів Російської імперії, і вони були вперше описані Ледебуром. Більшість з них потрапила до Західної Європи через цей ботанічний сад.

## Опис
У ботанічному саду росте близько 6300 таксонів рослин, які згруповані в спеціальні колекції:
- Пальмова оранжерея, висота якої 22 метри, що дозволяє вирощувати пальми і інші високі рослини. Найстарішою в оранжереї є фінікова пальма канарська, якій 90 років. Крім того тут ростуть численні ліани і епіфіти. Є також акваріуми з тропічними рибами і черепахами
- Субтропічна оранжерея, де ростуть вічнозелені рослини Середземномор'я, Австралії і Нової Зеландії.
- Оранжерея кактусів і сукулентів;
- Розарій, де росте 230 сортів троянд;
- Дендрарій, який займає більшу частину саду і де представлені дерева і чагарники помірного кліматичного поясу, у тому числі і дерева Далекого Сходу;
- Альпінарій;
- Багаторічні рослини;
- Однодольні;
- Дводольні.

У колекціях ботанічного саду представлені рослини наступних родин: лілійні, айстрові, півникові, розові, амарилісові, капустяні, ранникові, первоцвітові, маслинові, гвоздичні, жовтецеві.

## Галерея

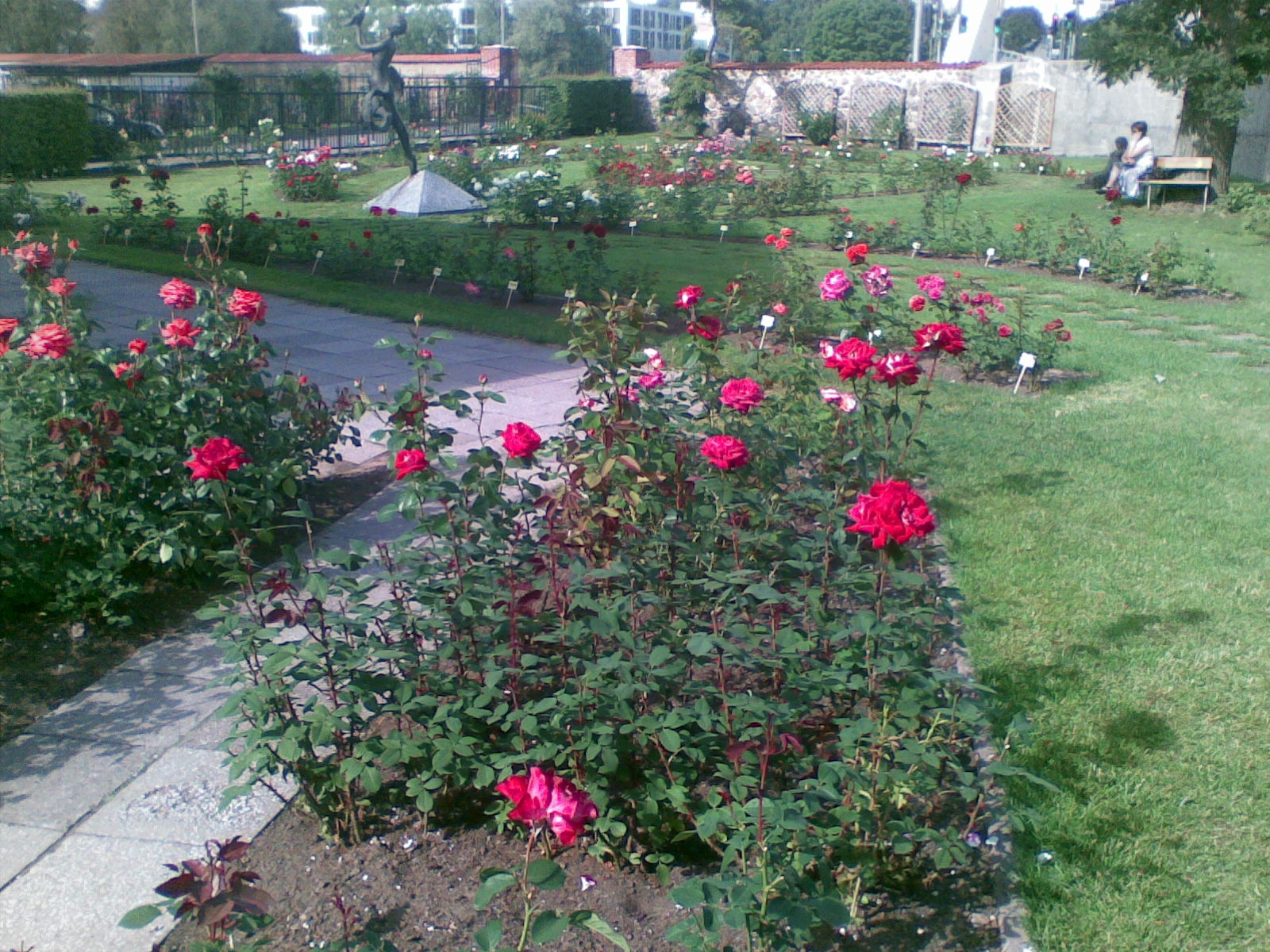
Розарій
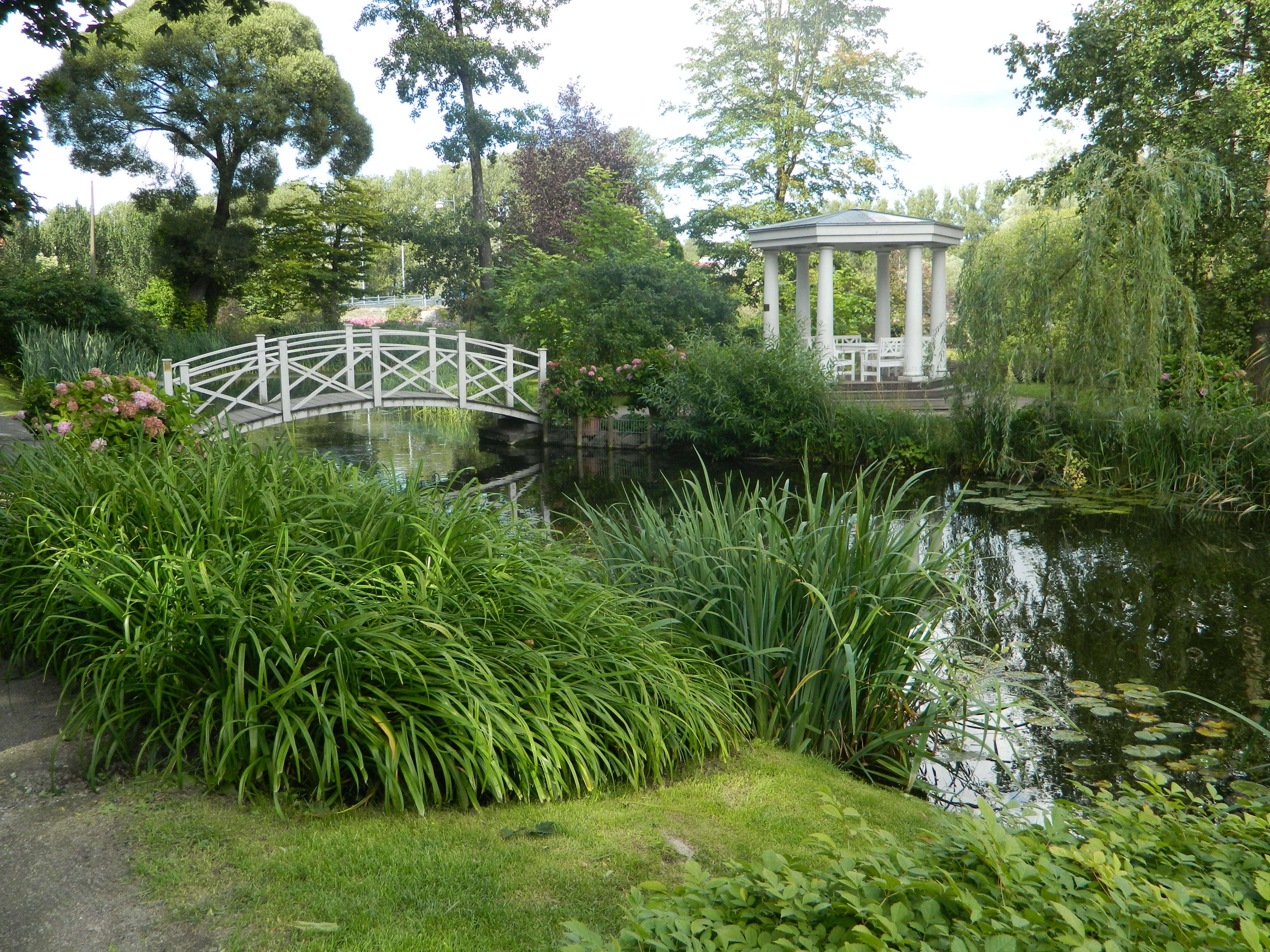
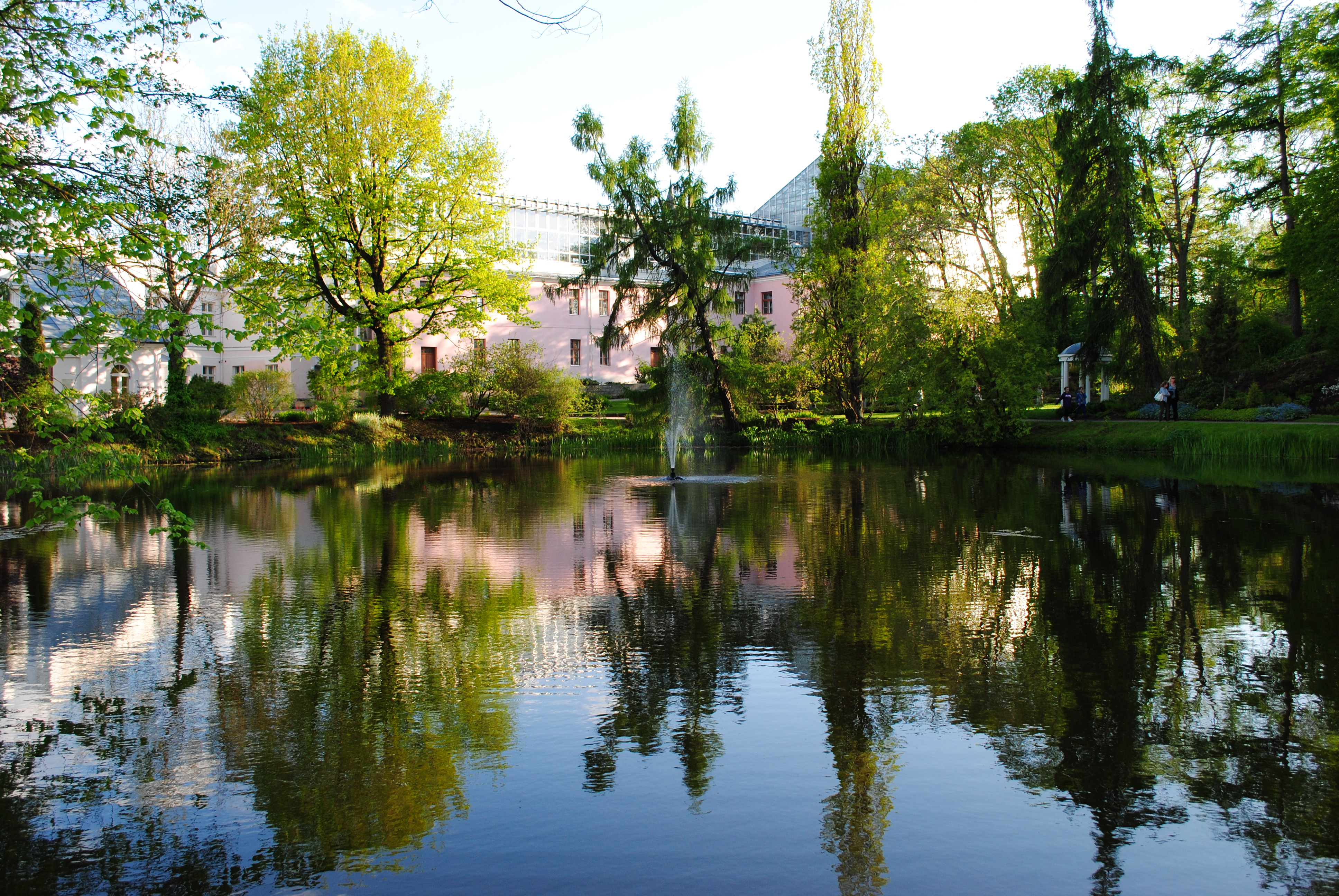
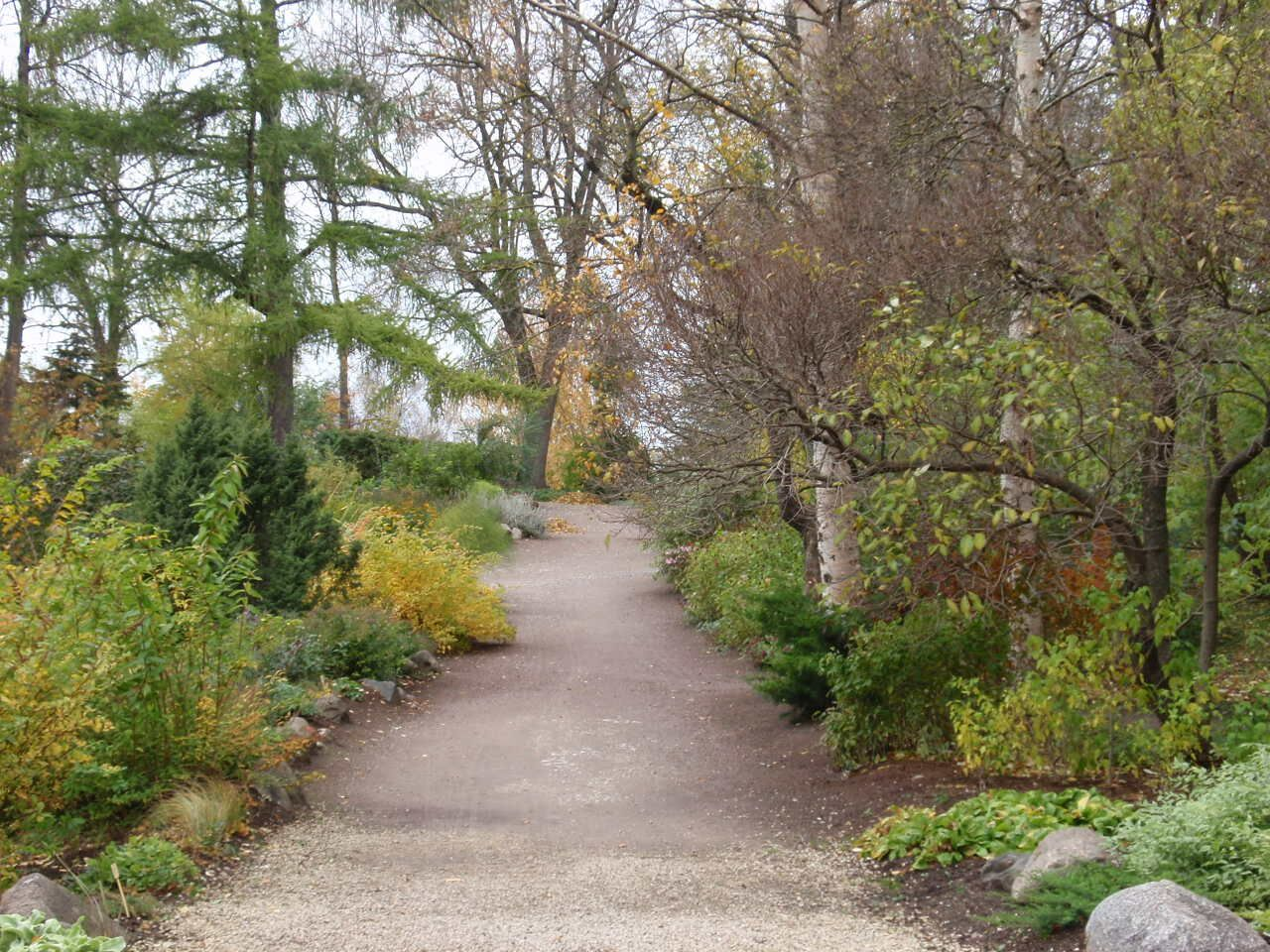
У ботанічному саду
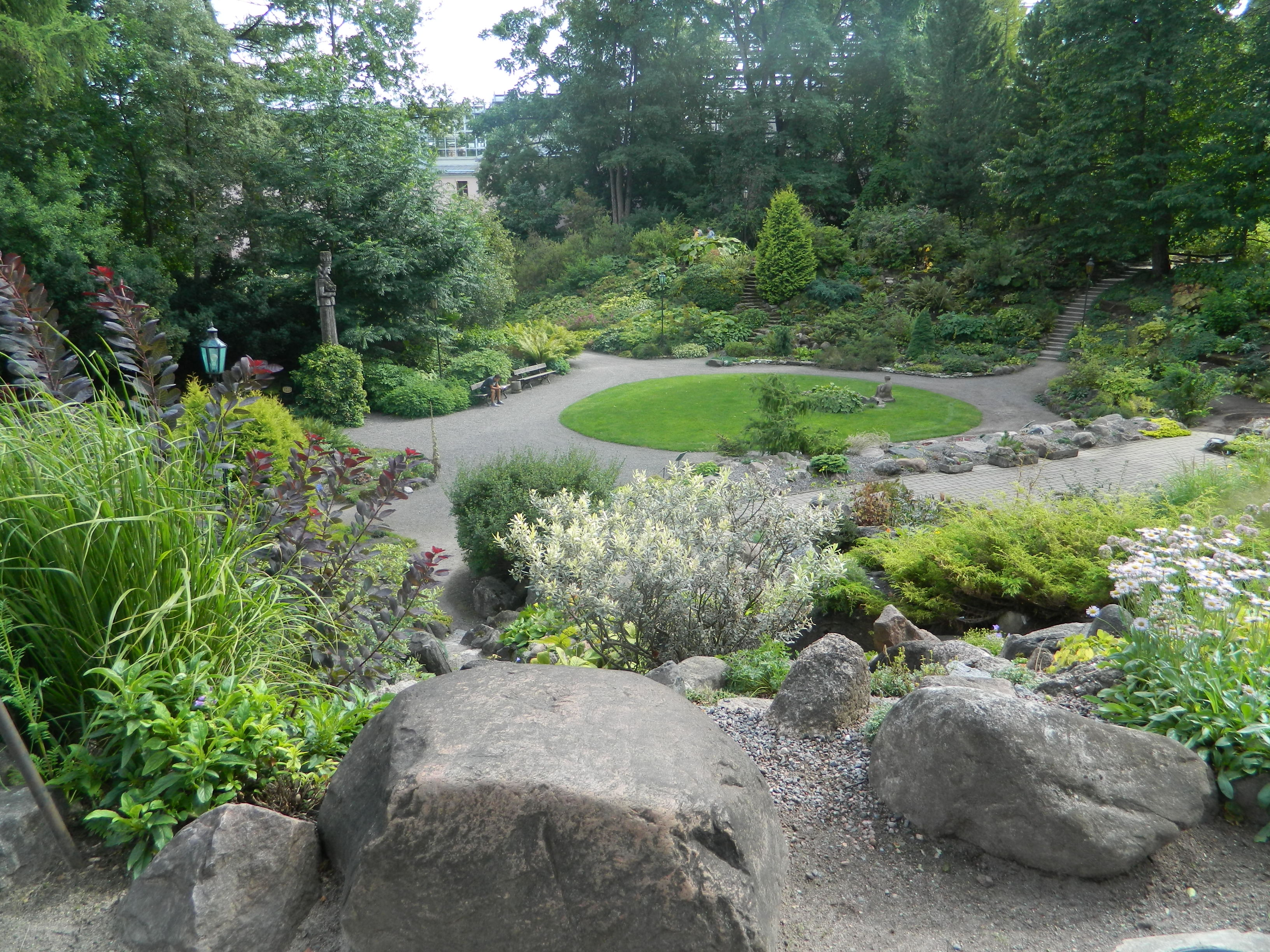
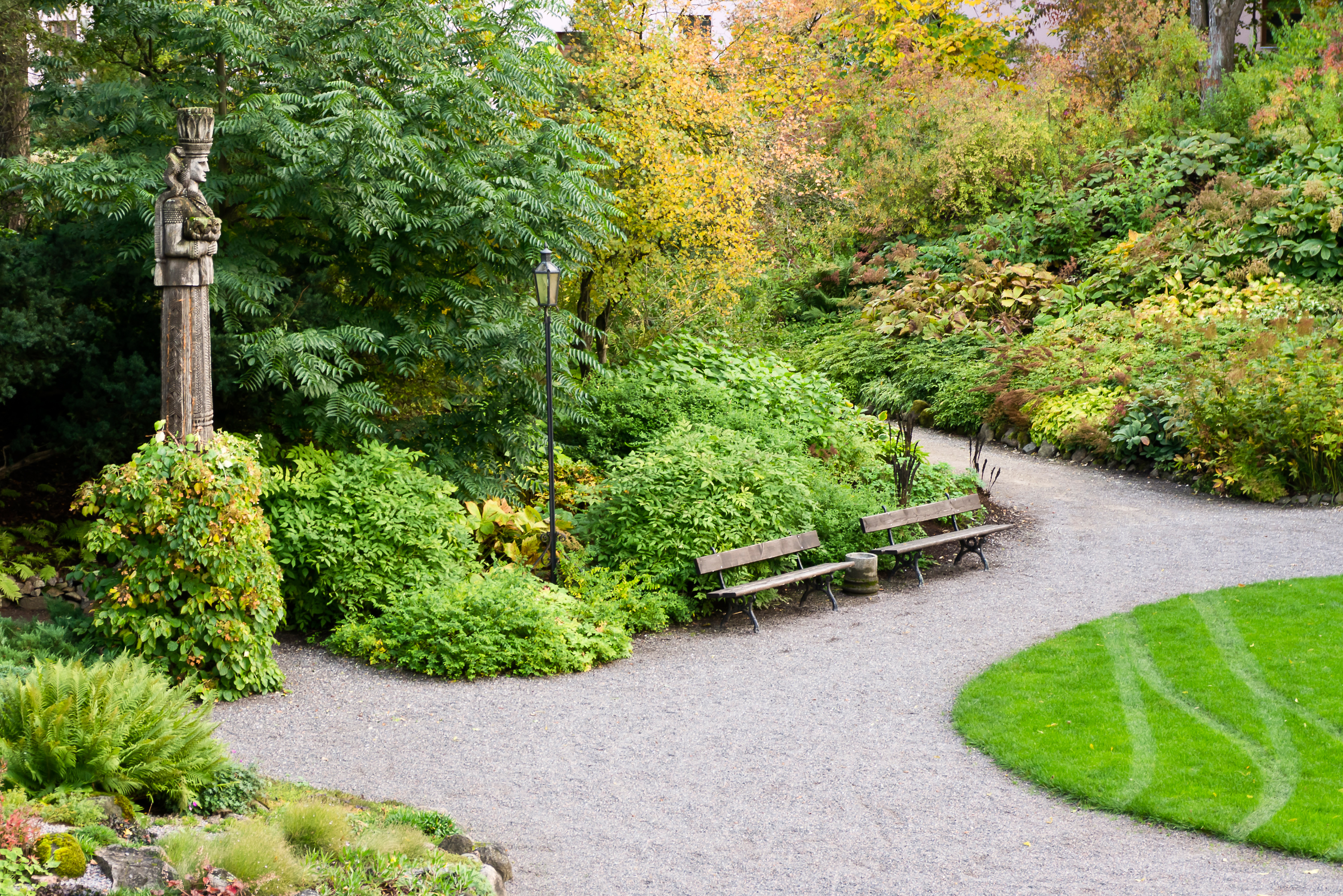
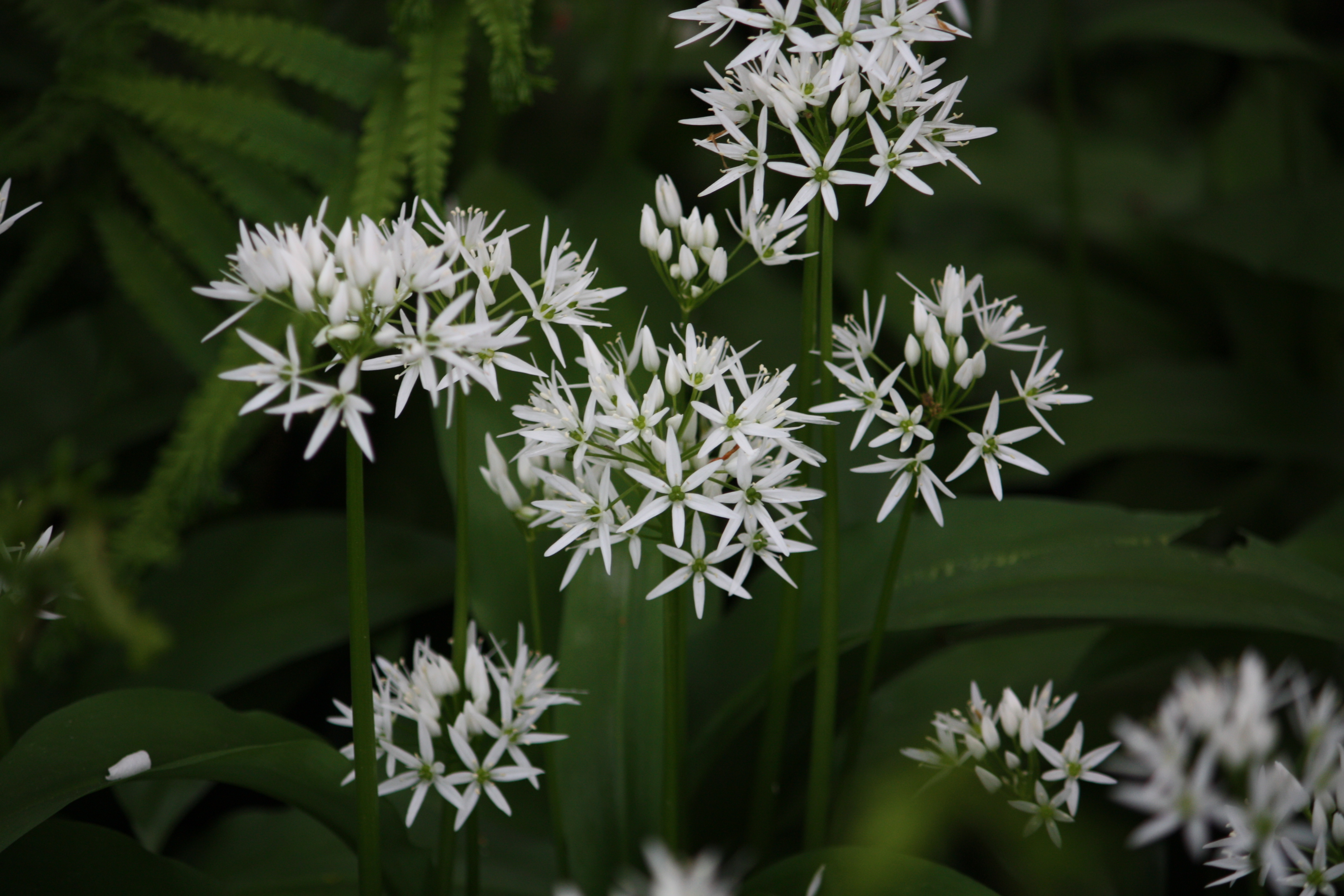
Цибуля ведмежа
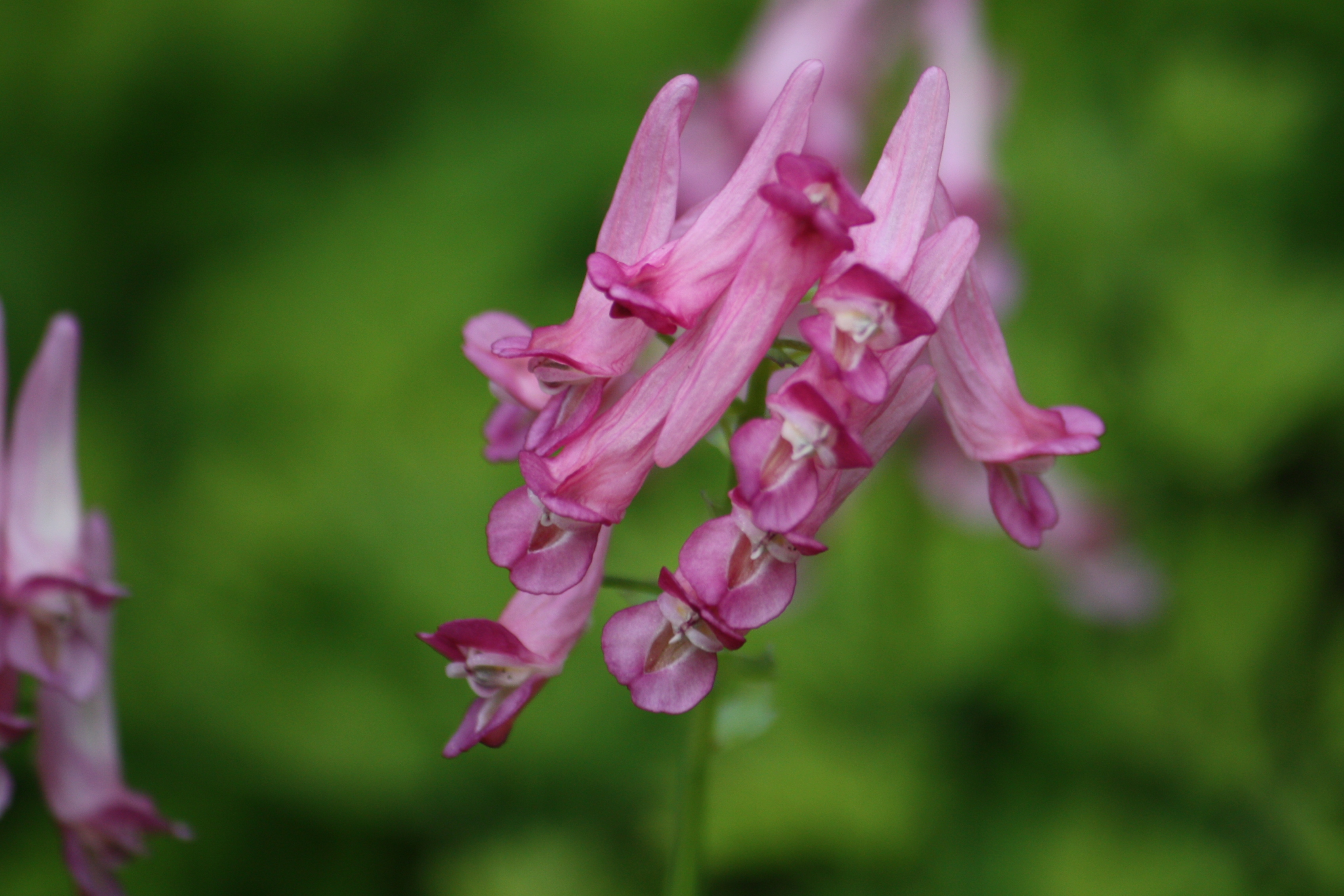
Corydalis buschii
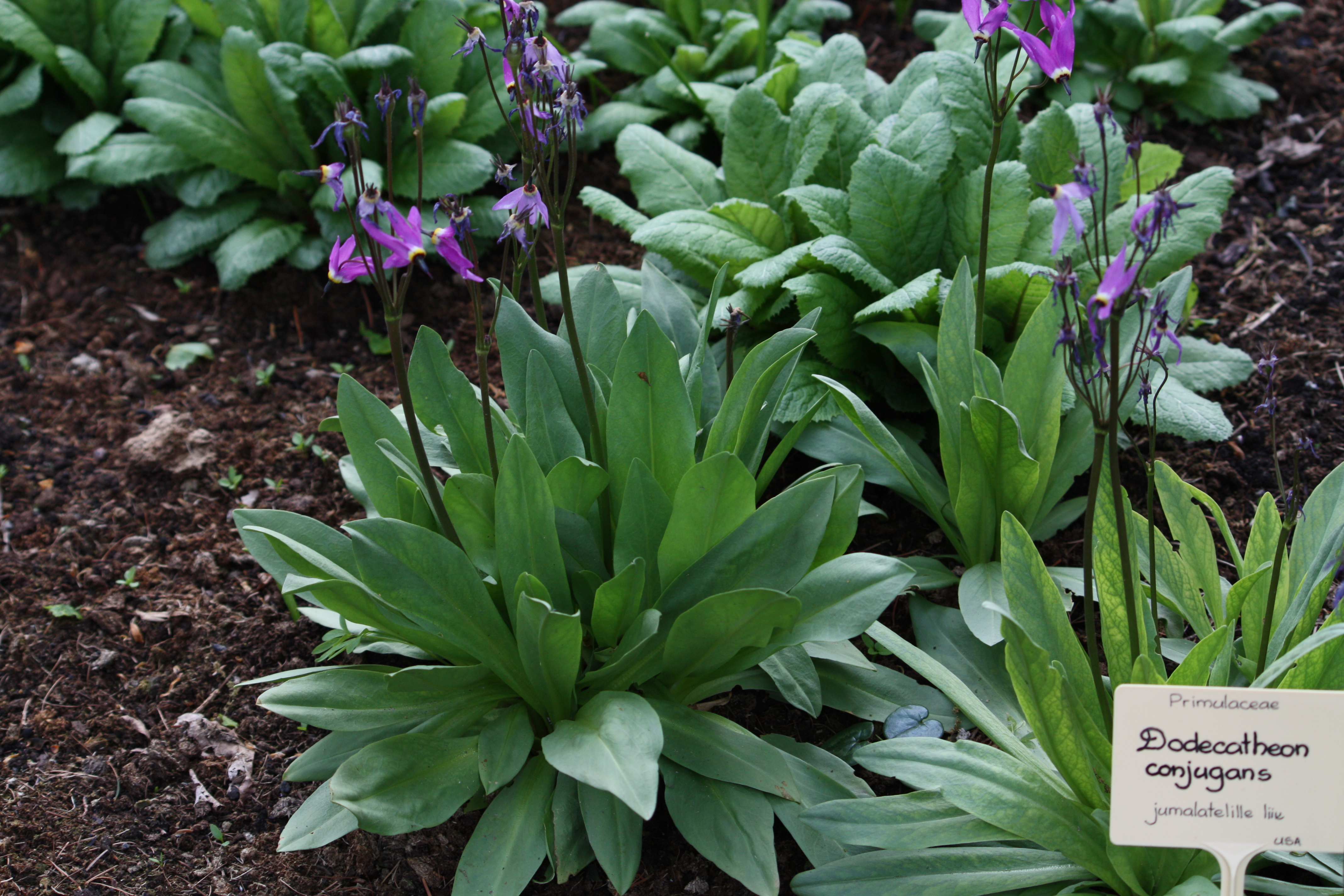
Dodecatheon conjugans
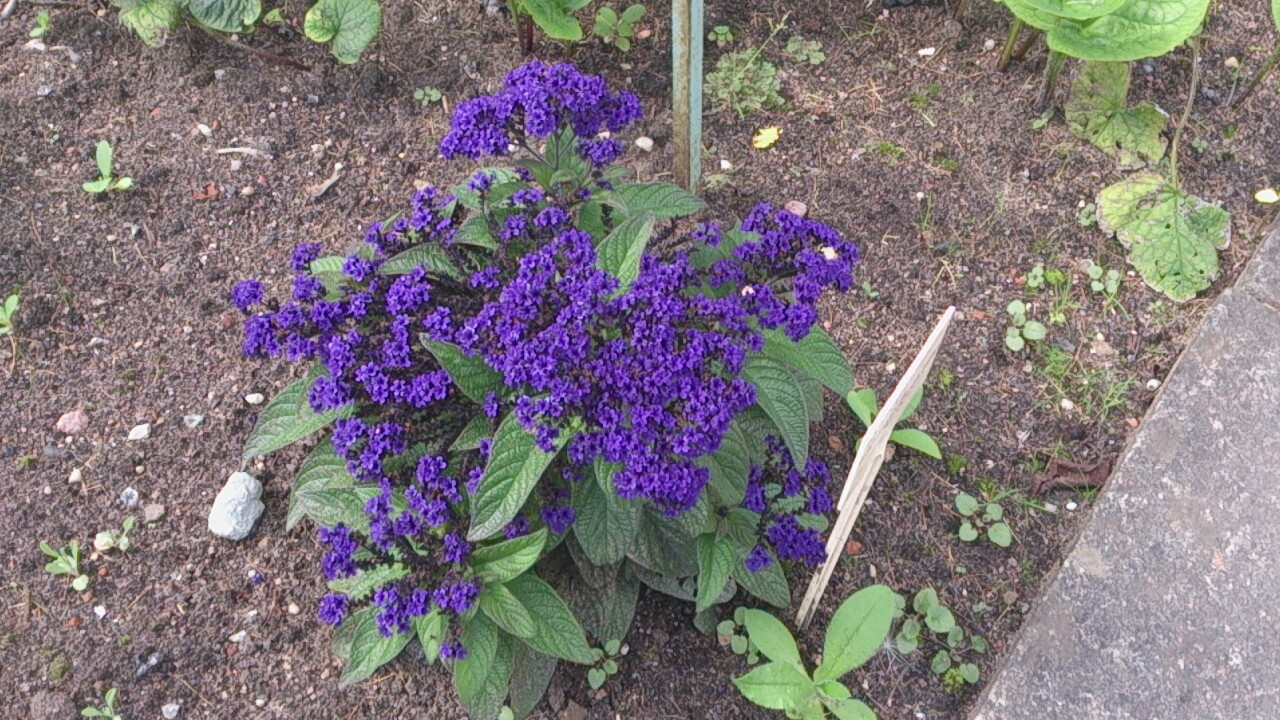
Heliotropium arborescens
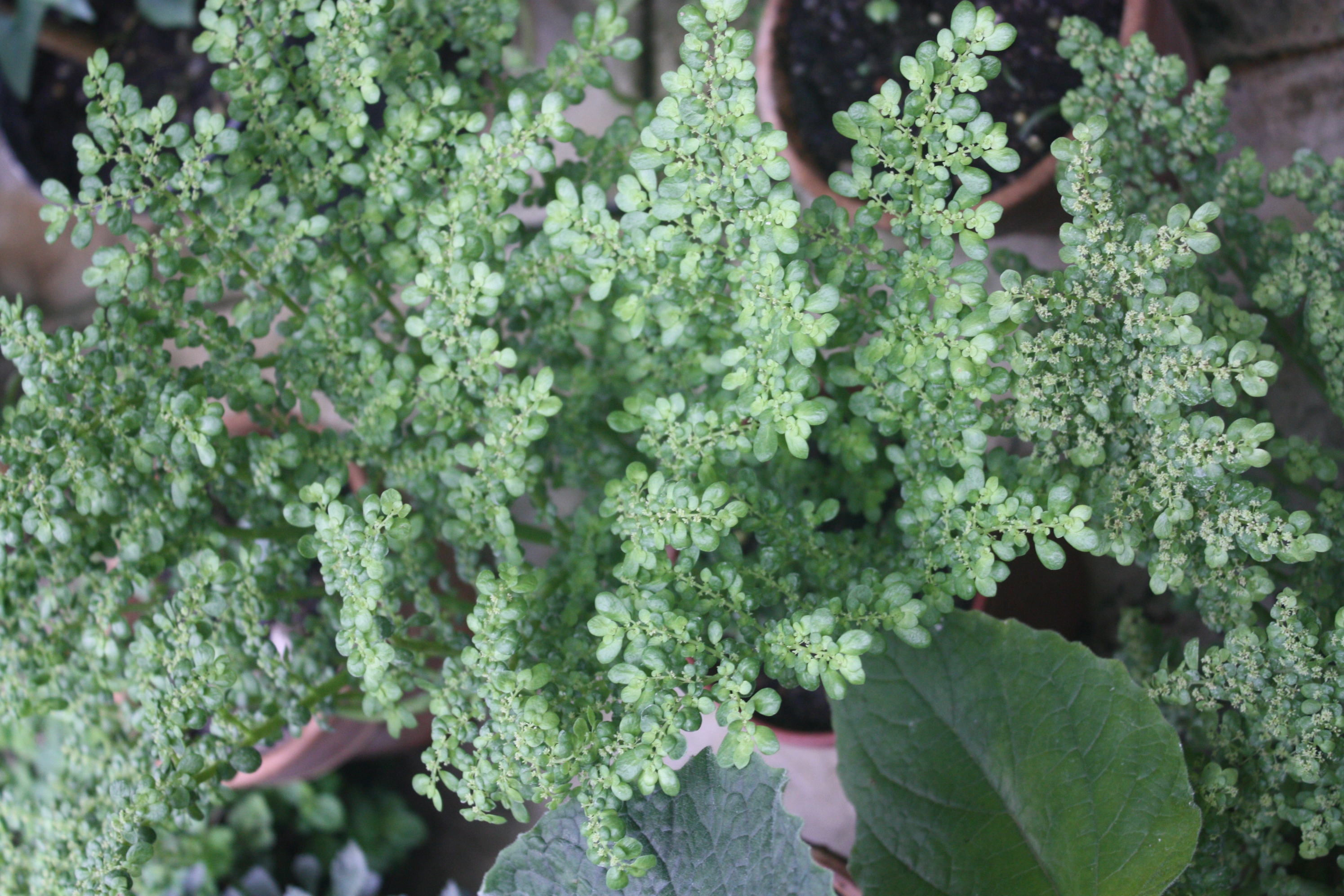
Pilea serpyllacea
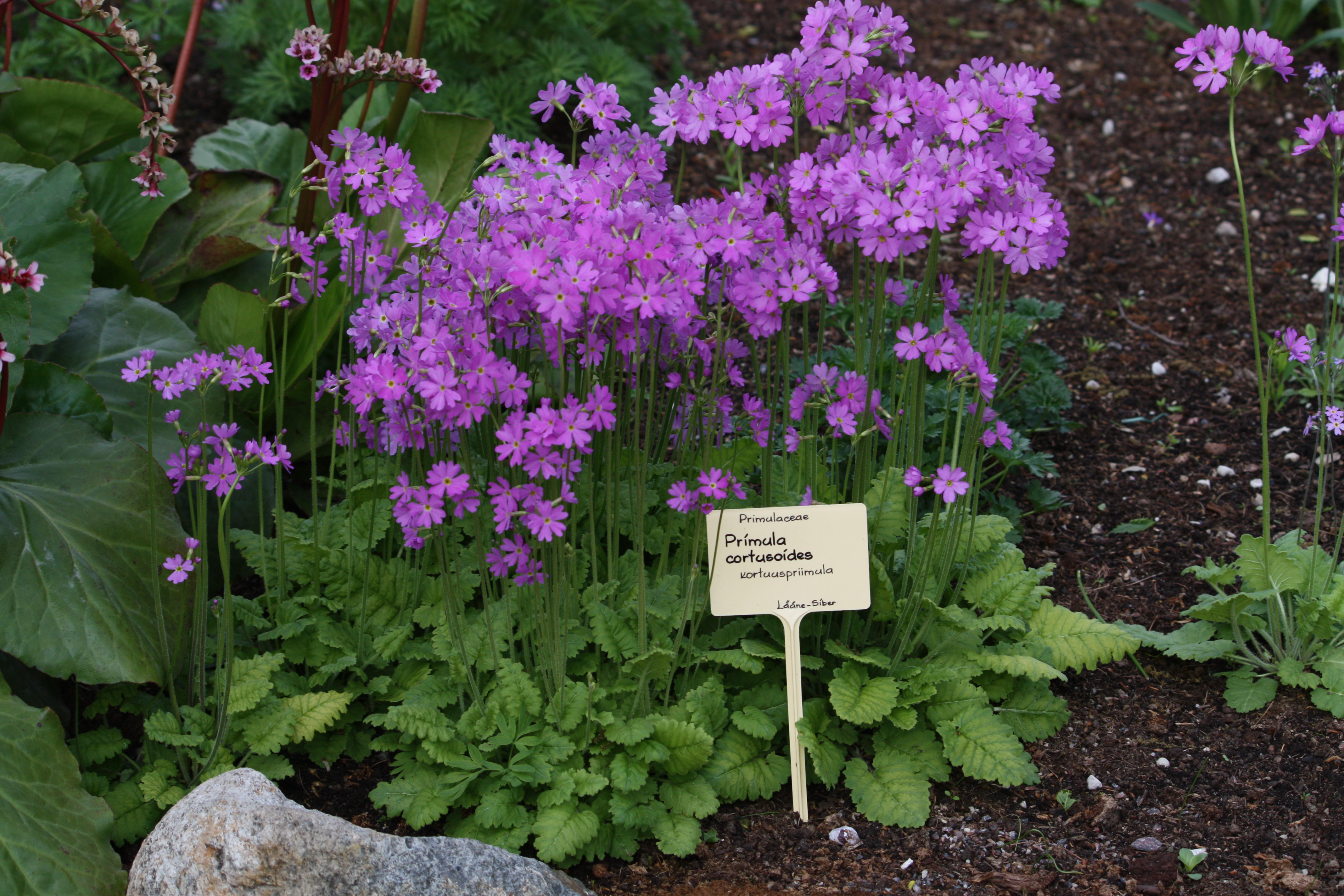
Primula cortusoides
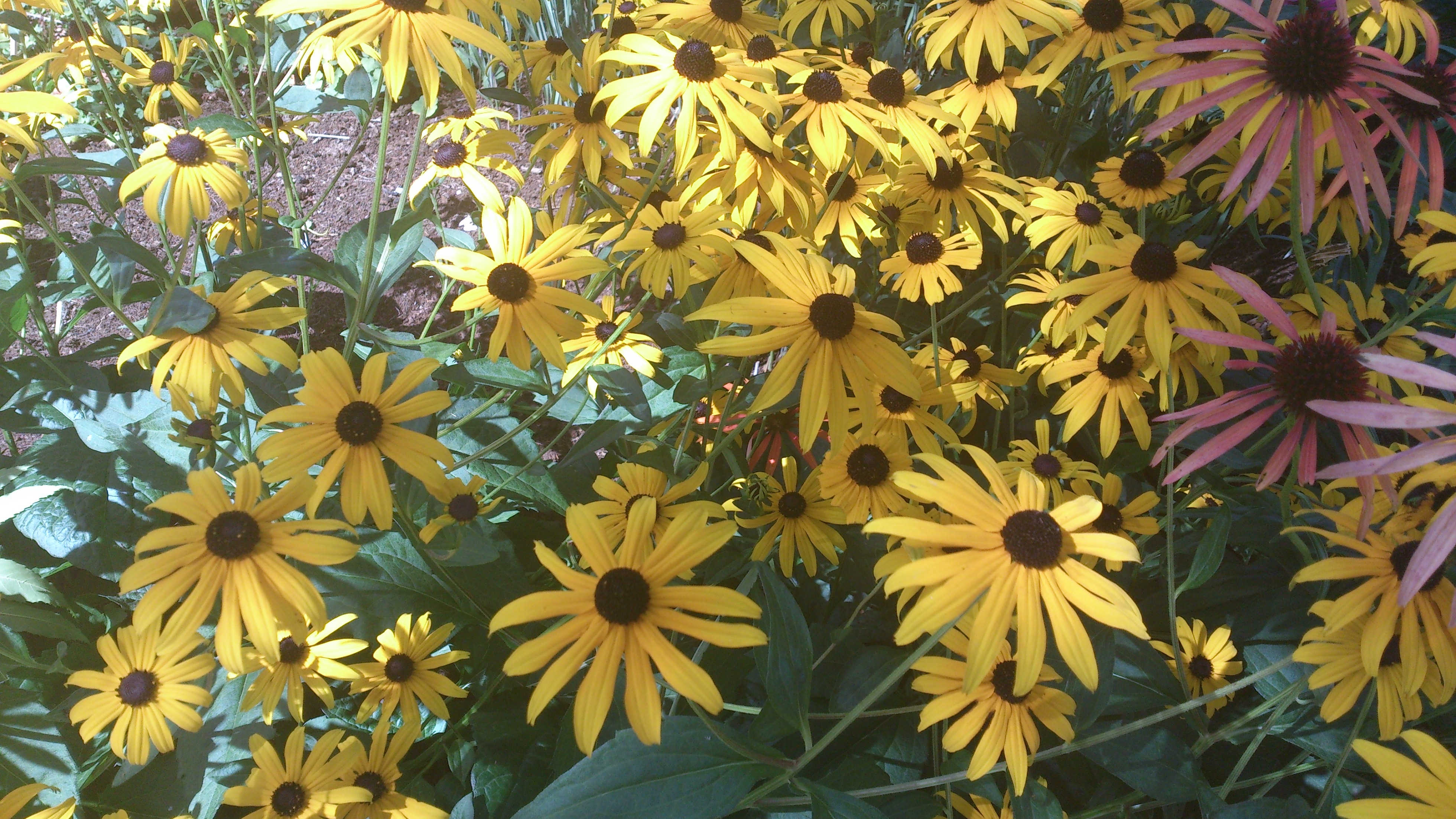
Rudbeckia fulgida 'Goldstein'
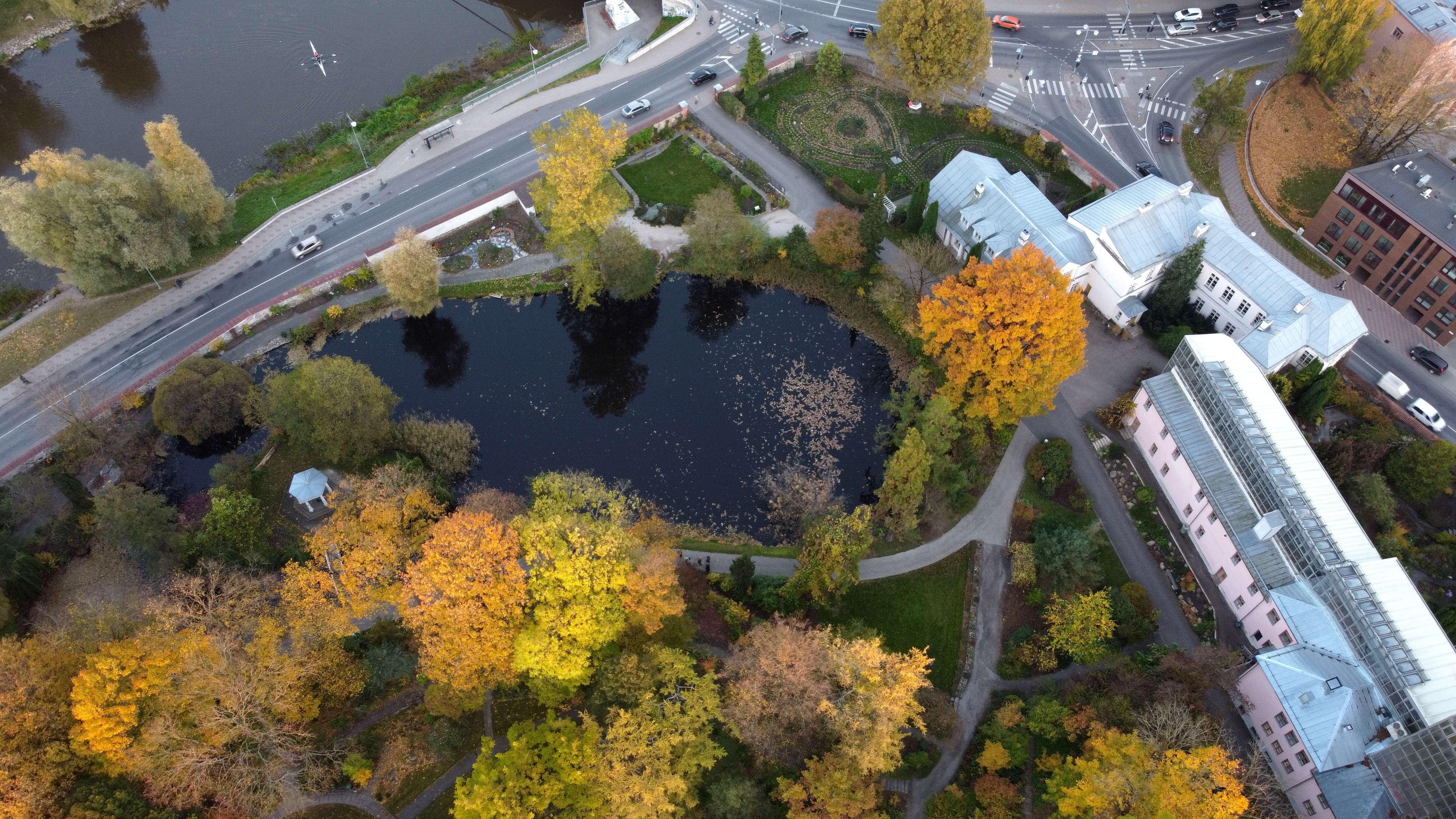